# Drabbelkoek

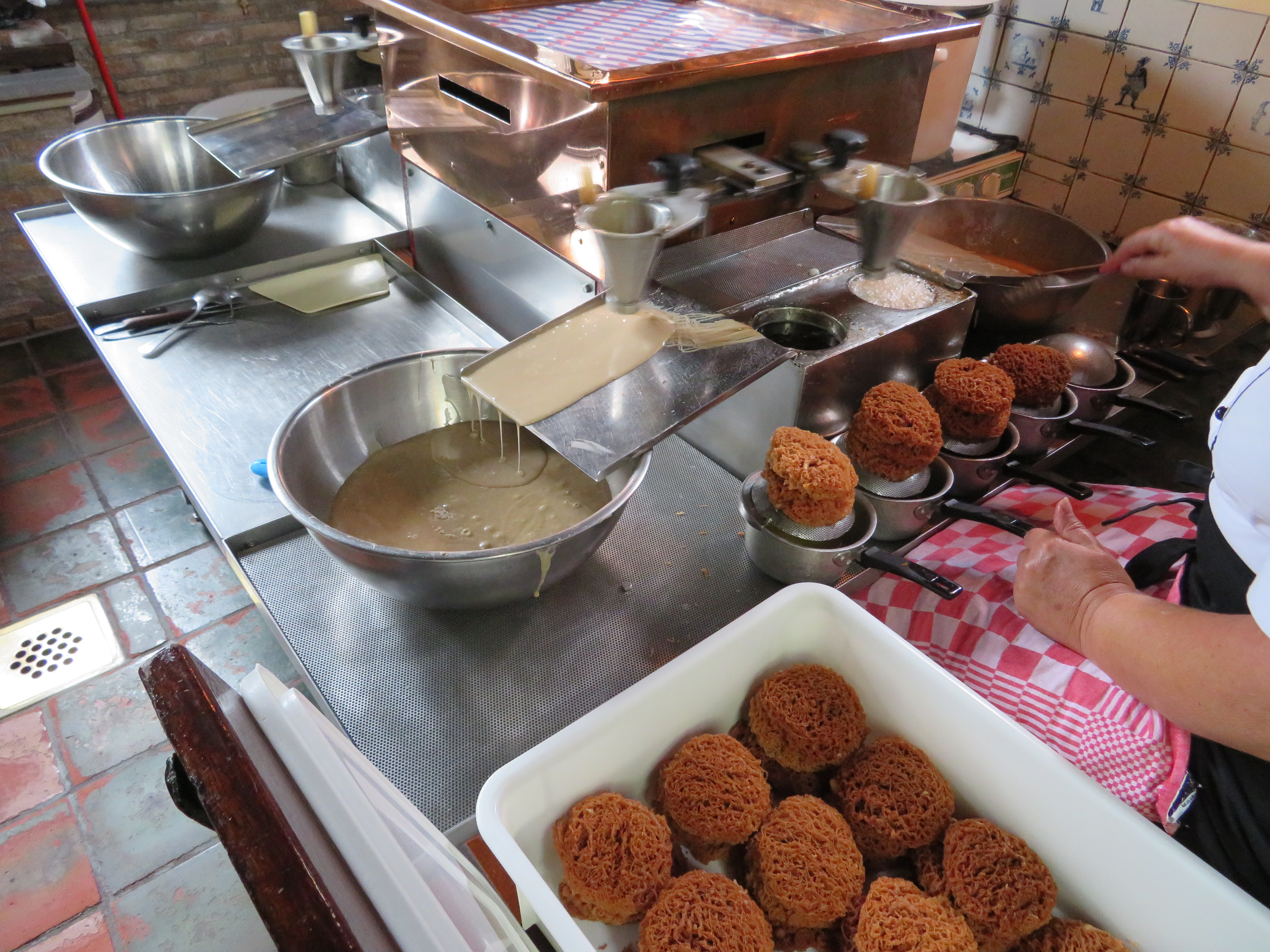
Fabricage van drabbelkoeken in Sneek

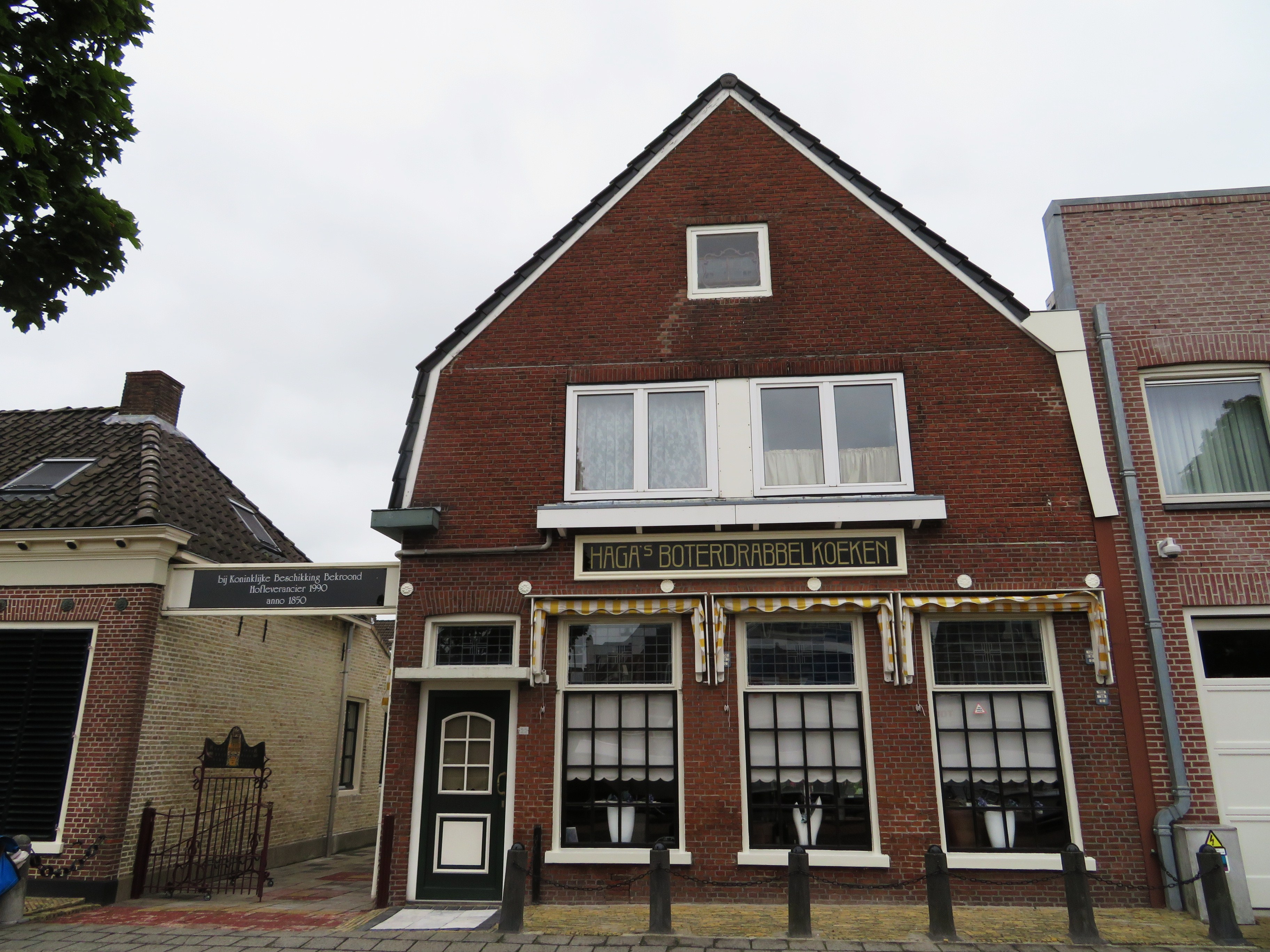
Hagafabriek in Sneek

Een drabbelkoek is een ronde, brosse koek en staat bekend als specialiteit uit Sneek.
In Friesland worden al sinds circa 1700 drabbelkoeken gebakken. Drabbelkoeken worden gemaakt van tarwemeel, boter, melk en suiker. De koek wordt gemaakt door slierten deeg door boter te drabbelen.
In Sneek staat de fabriek van Haga, waar sinds 1850 drabbelkoeken worden gemaakt. De koeken worden in traditionele blikken met een Friese sjees en de Waterpoort verkocht. In het museumdorp Allingawier worden ook drabbelkoeken gemaakt.